# Catherine Eddowes
Catherine (Kate) Eddowes (Wolverhampton, 14 april 1842 - Whitechapel, Londen, 30 september 1888) was het vierde canonieke slachtoffer van Jack the Ripper. Haar moord volgde drie weken op die van Annie Chapman en een maand op de moord op Mary Ann Nichols. Ze werd in dezelfde nacht vermoord als Elizabeth Stride, nog geen uur na de moord op Stride. De nacht van 30 september zou daardoor bekend komen te staan als the double event (de dubbele gebeurtenis). De laatste moord, die op Mary Jane Kelly, vond meer dan een maand later plaats, begin november. De moord op Eddowes wordt wel als een escalatie beschouwd; haar lichaam was veel uitgebreider verminkt dan dat van eerdere slachtoffers en mogelijk liet The Ripper hier voor het eerst bewust sporen achter.

## Biografie

### Jonge jaren
Catherine Eddowes, die ook wel de naam Kate gebruikte en onder haar familie bekend stond als Chick, werd geboren als vijfde dochter en zesde kind in het gezin van George en Catherine Eddowes. George werkte als blikslager in de industrie in Wolverhampton. Hij was ook vakbondsman en omstreeks de geboorte van Kate raakte hij in de clinch met zijn werkgever. Uiteindelijk liep dit zo hoog op, dat hij door de rechter veroordeeld werd tot dwangarbeid, omdat hij een staking onder de werknemers van zijn baas zou hebben opgehitst. Het betekende tevens het einde van Georges carrière in Wolverhampton; geen werkgever zou nog zo een werknemer in dienst nemen. Het gezin besloot naar Londen te gaan en daar het geluk te beproeven. Kate was nog geen jaar oud.

### Londen
Hoewel de verdienste van George Eddowes niet slecht was in Londen, groeide het gezin gestaag, wat een grote druk op het budget legde. Al met al bestond het gezin uit twaalf kinderen, waarvan tien de volwassen leeftijd bereikten. Hoewel Kates broers en zussen weinig scholing lijken te hebben genoten (uit hun huwelijksaktes blijkt een mate van analfabetisme, vooral onder de zussen), schreven de Eddowes Kate in voor Dowgate School, een liefdadigheidsschool die net op dat moment was opengesteld voor de kinderen van arbeiders die werkte in de omgeving. In 1851 ging ze op schoolreis naar het Crystal Palace, waar op dat moment de Great Exhibition plaatsvond.
Normaliter kwamen de kinderen van school op 14-jarige leeftijd. Dat zou bij Eddowes dus in 1856 zijn geweest. Mogelijk stopte ze echter al een jaar eerder, aangezien haar moeder in dat jaar ziek werd en overleed. In 1857 werd George Eddowes ziek. Het gezin, dat zijn dood al voorzag, begon snel plannen te maken om aan het zinkende schip te ontkomen. De oudste kinderen regelden betrekkingen of trouwden. Een van haar zussen, regelde dat Kate Eddowes naar een oom en tante in Wolverhampton werd gestuurd. De rest van de kinderen belandden na de dood van George in december in een weeshuis.

### Terug in Wolverhampton en omzwervingen
Eenmaal terug in Wolverhampton trok Kate bij haar oom en tante in. Kate ging werken als schuurder, een beroep waarbij het blikwerk in een zuurbad gedoopt moest worden met een grote tang. Haar familie kon een plek voor haar regelen bij de Old Hall Works, omdat zij hier al generaties werkten. Dit ging lange tijd goed, tot Kate bijna 20 was en ze betrapt werd op stelen van haar werkgever. Ze werd niet vervolgd, maar besloot te vertrekken naar Birmingham, omdat haar positie in Wolverhampton onhoudbaar was geworden. Ze trok hier bij een andere oom en tante in.
Ze ontmoette, wellicht in Birmingham, hoewel haar oom beweerde dat dit niet gebeurd was terwijl zij onder zijn dak leefde, Thomas Conway. Conway verkocht populaire boeken, bijvoorbeeld in de vorm van ballades over zijn tijd in India, waar hij een tijd in het leger had doorgebracht. Conway was analfabeet, maar Eddowes kon zijn verhalen opschrijven, zodat ze doorverkocht konden worden. Ze hielden er ook een relatie op na en Eddowes zou in 1863 bevallen in een werkhuis in Great Yarmouth van Annie Conway, hun dochter. Ze zwierven nog enige tijd rond met hun dochter, maar vestigden zich in 1866 in Londen.

### Vestiging in Londen
Hoewel Conway de illusie had gehad zijn ballades en andere boeken snel kwijt te raken in Londen, had hij buiten de enorme concurrentie in de grote stad gerekend. In 1868 en 1869 werden er nog twee kinderen geboren, van wie de jongste al snel overleed. Conway trok naar het noorden om geld te verdienen, Londen uit en al snel trokken Eddowes en haar kinderen in bij een van haar zussen. Dit leverde echter geen permanente oplossing - er woonden al acht mensen op het adres - en Eddowes en de kinderen belandden in het werkhuis in 1870. Hier zou ze een veel geziene gast blijven; wanneer ze zware tegenslag had, trok ze naar het werkhuis. Zo zou ze in 1873 bevallen van nog een kind in het werkhuis. In 1876 zou ze bevallen van haar vierde kind, wederom in een werkhuis met al haar kinderen. De oudste twee kinderen werden bij haar weggehaald en naar een school in Sutton gestuurd.
Eind jaren 1870 was een patroon ontstaan, waarbij Conway wegtrok uit Londen om te werken, Eddowes achterliet zonder enige vorm van steun en zodra hij weer terug was door het huis heen sloeg. Als dit echt uit de hand liep, klopte ze aan bij haar zussen om daar tijdelijk te verblijven. Uiteindelijk besloten twee van haar zussen de banden met haar te verbreken, mogelijk omdat ze zelf door de moeilijkheden ook enorm veel alcohol dronk.  In 1881 klapte de relatie, volgens Conway omdat Eddowes te veel dronk, volgens de zussen van Eddowes omdat zij klaar was met de mishandelingen. Eddowes trok tijdelijk bij een van de zussen die nog wel contact met haar hadden in. Ze misdroeg zich daar zo in een dronken bui, dat de politie haar omwille van dronken wangedrag van straat sleepte. Haar derde zus verbrak daarop de banden met haar eveneens. Eddowes richtte zich tot haar laatste zus, een weduwe, die het zelf financieel ook niet al te breed had en in Whitechapel woonde.

### Whitechapel
Eddowes zou een kamer in een logement om de hoek van haar zus huren, als ze daar voldoende geld voor had. Een andere frequente bezoeker van het logement, John Kelly, kreeg hier een relatie met haar. Incidenteel zou ze vanaf nu ook de naam Kate Kelly gebruiken, hoewel ze de voorkeur bleef geven aan Kate Conway. Ze zou, net als Elizabeth Stride, gaan schoonmaken bij de Joodse families op de sjabbat, maar zou hier lang niet altijd voldoende geld mee verdienen, wellicht ook omdat zij en Kelly een groot deel van hun geld verdronken. Dat betekende dat ze regelmatig op straat sliepen. Vanaf 1883 begonnen ze ook op grotere afstand te trekken op zoek naar werk. In deze periode verloor Eddowes ook het contact met haar laatste zus en haar oudste dochter, die later aan zou geven dat haar moeder zo verslaafd was aan de alcohol dat een gewone relatie onderhouden met haar onmogelijk was geworden.

### Laatste dagen
In augustus 1888 probeerden Kelly en Eddowes in Kent aan het werk te komen in de hopoogst. Door de boeren werd gezorgd voor kost en onderdak én gratis drank, naast de verdiensten die de oogsters kregen per bushel. Ze waren echter al snel weer terug; de oogst viel zo tegen dat ze weer weggestuurd werden. Op 27 september waren ze terug in Whitechapel. Ze trokken naar een zwerveropvang, waarde op 28 september weer uitkwamen. De gebeurtenissen werden daarna grotendeels uit de mond van Kelly opgetekend, die nogal bezopen leek te zijn geweest in deze dagen en een warrig verhaal ophing, wellicht ook om zichzelf beter uit de verf te doen komen. Hij had namelijk voldoende geld verdiend om één bed in een logement te huren, maar niet om voor hen beiden onderdak te vinden. Hoogstwaarschijnlijk sliep Eddowes de nacht van de vrijdag (28 september) op zaterdag (29 september) daarom op straat. Kelly en Eddowes troffen elkaar die zaterdag weer, ze probeerden wat geld en drank bij elkaar te scharrelen. Dat laatste lukte het best, want later op zaterdagavond was Eddowes zo stomdronken dat ze voor openbare dronkenschap opgepakt werd. Ze werd om 20:30 opgepakt en werd op 30 september om 1:00 uur vrij gelaten, waarna ze waarschijnlijk naar Mitre Square ging om in de openlucht te slapen. Hier vond The Ripper haar. Er is dan ook geen enkele aanwijzing dat zij, zoals wel beweerd werd, een prostituee was.

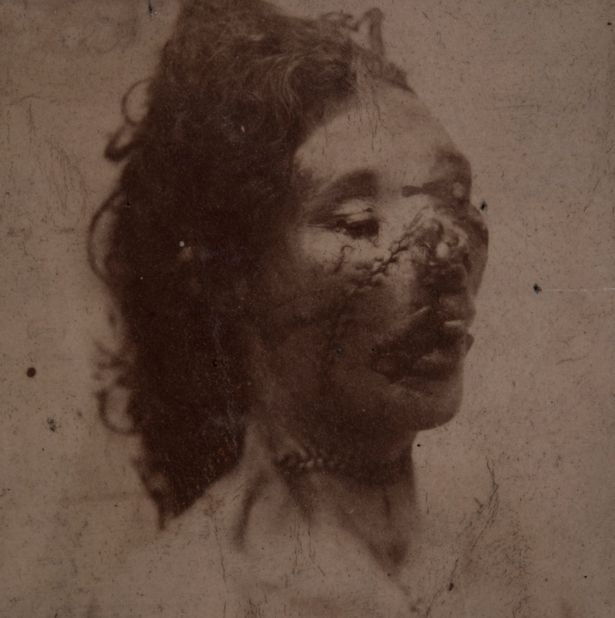
Foto gemaakt in het mortuarium die de schade aan het aangezicht van Eddowes toont

### Dood
De wonden die Jack the Ripper toediende aan Eddowes waren een escalatie van zijn eerdere misdaden. Hij verwondde niet alleen haar onderlichaam, maar ook haar gezicht, hij lijkt hier uitgebreid de tijd voor te hebben genomen en met haar verwondingen geëxperimenteerd te hebben, wellicht ter compensatie voor het moeten verlaten van zijn eerdere slachtoffer Elizabeth Stride. Mogelijk werd hij tijdens zijn moord op Stride gestoord, waardoor hij niet zijn perverse ritueel van verminkingen kon herhalen en deze dwang nog bij een ander slachtoffer wilde voldoen.
De Ripper reet Eddowes' buik van de onderste aanzet van het borstbeen open tot haar schaambeen. Hij verwijderde een nier en haar baarmoeder, sneed, wellicht per ongeluk, de darmen door, waardoor er feces vrij kwam. Een deel van de darm legde hij over haar rechterschouder, net als hij bij Chapman had gedaan. Het afgesneden stuk legde hij tussen haar arm en lichaam in. Hiermee was dit de meest gewelddadige verminking tot dan toe; enkel de latere moord op Mary Jane Kelly zou extremer zijn. Kelly was echter schaarser gekleed dan de andere vrouwen, waardoor hij wellicht zijn gruwelijke moordlust harder kon botvieren.

## Na de moord
Vrij snel na de moord op Eddowes werden er een aantal ontdekkingen gedaan. Een stuk van haar schort werd een paar straten verder in Goulston Street gevonden, recht onder antisemitische graffiti. Enige tijd na de moord werd ook een deel van een nier opgestuurd aan George Lusk, die een lokale buurtpreventiegroep leidde. Er werd mogelijk ook een sjaal vlak bij het lichaam gevonden. Deze sjaal werd onderworpen aan sporenonderzoek in 2020.

### Schort
Kate Eddowes droeg een wit schort toen ze gevonden werd door de moordenaar. Later, toen ze om 01:45 uur gevonden werd, was er nog maar één helft van het schort over. Rond drie uur werd de tweede helft van het schort, bebloed, teruggevonden in Goulston Street. Mogelijk nam Jack the Ripper het schort mee om zijn handen schoon te maken - hij had immers haar darmen doorgesneden en daarbij onverwacht ontlasting het lichaam uit gelaten. Mogelijk was dit op zijn handen terecht gekomen, of hij wilde niet met bebloede handen door de straten van Londen lopen. Een andere mogelijkheid is dat hij de nier en baarmoeder, die verdwenen waren van de plaats delict, in het schort gewikkeld meenam als een soort perverse trofee.

### Goulston Street-graffiti

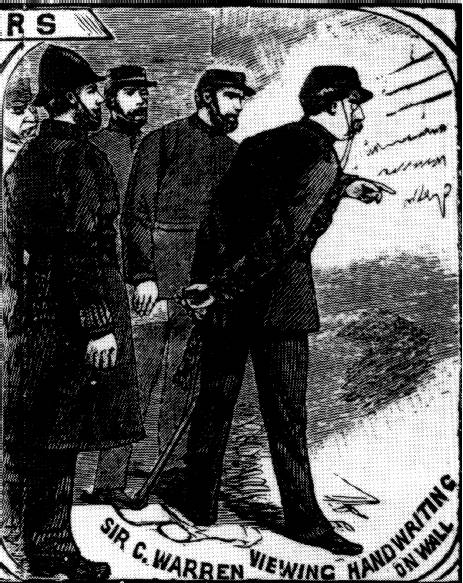
Charles Warren, hoofd van de politie tijdens de Ripper-moorden, leest de Goulston Street-graffiti

Het schort werd gevonden in het portaal van een appartementengebouw in Goulston Street, onder een graffiti-zin die verklaarde dat 'The Juwes are not the men that will be blamed for nothing' (De Joden zijn niet de mensen die voor niets zullen worden beschuldigd'). Een andere agent legde de zin vast als 'The Jews are the men that will not be blamed for nothing' (De Juden zijn de mensen die niet voor niets beschuldigd zullen worden). Er was een aanzienlijke groep Joden in Whitechapel. De plaatselijke politie, de Metropolitan Police, wilde de tekst dan ook zo gauw mogelijk van de muur om onrust en klopjachten te  voorkomen. De moord was gepleegd binnen het gebied van de City of Londen-politie en die groep wilde foto's maken van de tekst. De Metropolitan Police dreef haar zin echter door en boende met water het krijt dat gebruikt was van de muur.
Londenaar en voormalig politieagent Steven Keogh meende dat de zin begrepen moet worden als 'de Joden komen overal mee weg'. Hij vond het vergezocht een dergelijke bewering te verwachten vanuit Jack the Ripper en wees deze mogelijkheid van de hand. Geen van de slachtoffers had immers een volledig Joodse achtergrond (hoewel Elizabeth Stride enige Joodse familie had en zij en Kate Eddowes wel werkten voor Joodse mensen). Een van de detectives die onderzoek deed naar de zaak meende echter dat de tekst pas was aangebracht. Krijt is betrekkelijk makkelijk uit te vegen en deze tekst was nog amper uitgeveegd. Hij wees dus niet van de hand dat de tekst van de Ripper kwam.
Mogelijk was de Ripper wel diezelfde avond op een onprettige manier in aanraking gekomen met twee Joodse wijkbewoners. Israël Schwartz had hem wellicht gestoord tijdens de moord op Elizabeth Stride. Schwartz was daarbij herkenbaar geweest als een Joodse persoon, want de man die mogelijk de Ripper was, had 'Lipski' naar hem geschreeuwd, een verwijzing naar een Joodse moordenaar uit Whitechapel die kort voor Jack the Ripper moordde in de wijk. Korte tijd daarna werd het lichaam van Stride gevonden door Diemschutz, een andere Jood uit Whitechapel, die de Ripper mogelijk wéér had gestoord, aangezien het lichaam nog warm was en er bloed uit de wond op de nek droop.

### Lusk en de nier

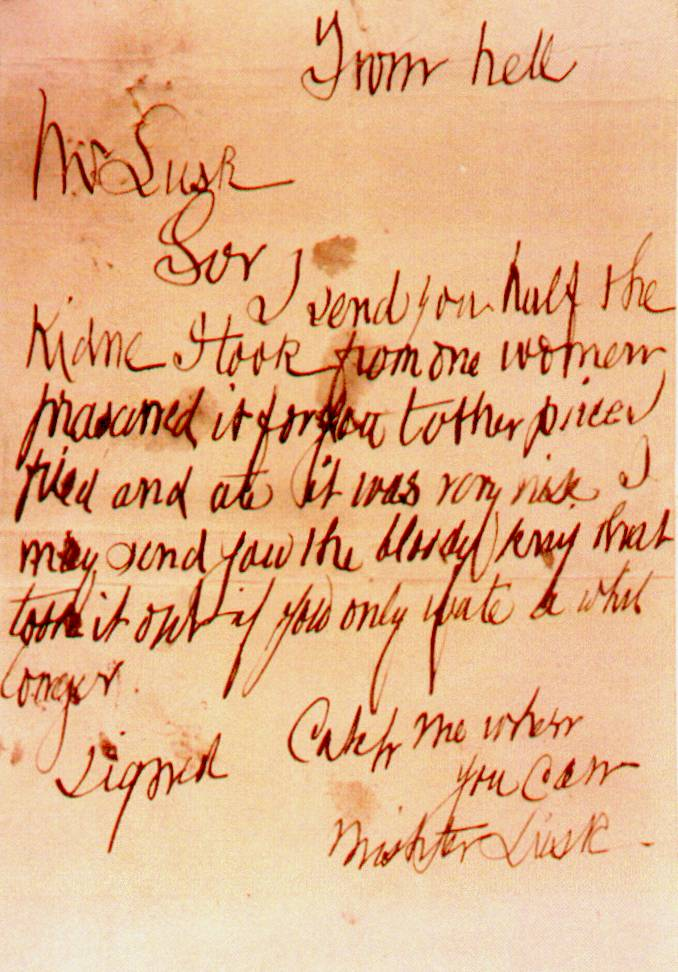
Foto van de brief die bij de nier zat

Twee weken na de dood van Eddowes ontving George Lusk, de voorzitter van het Whitechapel Vigilance Committee, een soort vrijwilligersgroep die zich richtte op buurtpreventie, een brief met daarbij een deel van een nier. De brief, met als plaatsaanduiding From Hell wordt tegenwoordig ook wel aangeduid als de From Hell-brief of de Lusk-brief. De brief, die taalkundig van extreem laag niveau was, beweerde dat de nier van Eddowes was en dat de schrijver een deel had gebakken en opgegeten en nu het andere deel aan Lusk stuurde. Lusk meende in eerste instantie dat dit een flauwe grap was, maar zou later de nier en brief naar de autoriteiten brengen.
Tegenwoordig wordt wel aangenomen dat de nier en brief een hoax zijn. Toch had een nier in deze cultuur - gericht als die nog was op het christendom - een bijzondere bijbetekenis. De nier werd geassocieerd met wijsheid, emoties en temperament én werd gezien als het orgaan dat God gebruikte om mensen te beoordelen, redelijk vergelijkbaar met Anubis die het hart van de doden woog in de Egyptische mythologie. Het wegnemen van de nier zal voor Jack the Ripper dus wellicht ook een belangrijkere bijbetekenis hebben gehad.

### Sjaal
In 2020 is een sjaal geassocieerd met de moord op Eddowes, opnieuw onderzocht. Deze sjaal werd volgens de onderzoekers door een politieman veiliggesteld op de crime scene en bleef decennia lang in zijn familie. Het betrof een zijden sjaal, met nog altijd heldere kleuren en uitgebreid versierde patronen. Het is moeilijk voor te stellen dat het rijkelijke kledingstuk aan Eddowes, die jaren als ventster werkte en kleine klusjes hier en daar deed, toebehoorde. Dit wordt nog eens versterkt doordat de indigo versieringen die op de sjaal aangebracht zijn gemaakt zijn van een verf die doorloopt zodra de sjaal nat wordt, iets wat Eddowes waarschijnlijk vaker meemaakte als ze op straat sliep. De onderzoekers trokken dan ook de conclusie dat de sjaal waarschijnlijk aan de moordenaar toebehoord had en niet aan zijn slachtoffer.
Ze vonden naast de kenmerken van de sjaal ook wat zij classificeerden als bloed en sperma op de sjaal. Verder onderzoek wees volgens beide onderzoekers uit dat deze sporen hoogstwaarschijnlijk van het slachtoffer en de dader waren en dat de dader waarschijnlijk bruin haar en bruine ogen had. Er kwam echter veel kritiek op dit onderzoek waarvan de kern zich richtte op de houtje-touwtje verbinding die de onderzoekers legden tussen de sjaal en de moord evenals hun gebrek aan openheid en reproduceerbaarheid.

## Bezittingen
Elk van de vrouwen die buiten gevonden werd, had een aantal spullen bij zich. Kate Eddowes had de volgende spullen bij zich en droeg de volgende kleding:
- Zwarte strohoed met groen en zwart fluweel met zwarte kraaltjes en zwarte touwtjes
- Jas van zwarte stof, met grote metalen knopen en om de kraag en mouwen namaakbont, rond de zakken zwarte geweven zijde en echt bont
- Rok met donkergroen opdrukpatroon, drie stroken, bruine knoop. De rok heeft een patroon van asters en gouden lelies
- Wit mannenvest, knopen langs de voorkant
- Bruin lijfje, zwarte fluwelen kraag met bruine knopen
- Onderrok van grijze wollen stof met witte rokband
- Oude groene rok van alpacawol (als ondergoed gedragen)
- Oude blauw met rode rok, voering van lichte keper (als ondergoed gedragen)
- Hemd van witte calicot
- Veterlaarzen bedoeld voor een man, met veters van mohair. Rechterlaars gerepareerd
- Zijdegaas gedragen als halsdoek
- Witte zakdoek
- Witte katoenen zakdoek met rood-wit gestippelde rand
- Twee buidels ongebleekte koordjes van calicot
- Blauw gestreepte buidel van beddentijk
- Bruine kniekousen van ribbetjesgoed, bij de voeten gestopt met wit katoen
- Kleine blauw zakjes van flanel
- Twee korte zwarte lemen pijpen
- Blikje met thee
- Blikje met suiker
- Blikje voor lucifers, leeg
- Twaalf menstruatielappen, witte stukjes stof, sommige met nog wat lichte bloedvlekken
- Stukje grof wit linnen
- Stuk blauw-witte overhemdstof, driehoekig
- Rood flanel met spelden en naalden
- Zes stukjes zeep
- Kam met kleine tandjes
- Tafelmes met wit heft
- Metalen theelepel
- Roodleren sigarettenkoker met wit metalen beslag
- Balletje hennep
- Stukje van een oud wit schort, hersteld
- Knopen en een vingerhoed
- Mosterdblikje met twee pandbewijzen
- Deel van een bril
- Een rode want

- Gemeinsame Normdatei: 130059439X
- International Standard Name Identifier: 0000 0000 3868 7806
- Library of Congress Control Number: nb2003035982
- Virtual International Authority File: 51200328
- WorldCat: E39PBJjhyqJpDFc8CC8xJc8V4q